# Liste des œuvres de Carl Maria von Weber
Le compositeur et pianiste allemand Carl Maria von Weber a laissé un catalogue de plus de 300 œuvres pour diverses formations, abordant tous les genres musicaux à l'exception du ballet. La numérotation de ce catalogue est due au musicologue Friedrich Wilhelm Jähns.

## Catalogue par numéro d'opus
| op. | Description |
| 1   | Six Fuguettes (J. 1-6) pour piano (1798)                                                                                               |
| 2   | Variations sur un thème original (J. 7) pour piano (1800)                                                                              |
| 3   | Six Petites pièces (J. 9-14) pour piano à quatre mains (1801)                                                                          |
| 4   | Douze Allemandes (J. 15-26) pour piano, les no 11 & 12 à quatre mains (1801)                                                           |
| 5   | Huit Variations sur un air de ballet de Castor et Pollux (J. 40) pour piano (1804)                                                     |
| 6   | Six Variations en ut majeur sur de l'opéra Samori de Georg Joseph Vogler (J. 43) pour piano avec violon et violoncelle ad. lib. (1804) |
| 7   | Sept Variations sur l'air « Vien quà, Dorina bella » (J. 53) pour piano (1807)                                                         |
| 8   | Peter Schmoll und seine Nachbarn (J. 8) opéra en deux actes, livret de Joseph Türk (1801-1802)                                         |
| 9   | Variations sur un thème original (J. 55) pour piano (1808)                                                                             |
| 10a | Six Pièces (J. 81-6) pour piano à quatre mains (1809)                                                                                  |
| 10b | Six sonates progressives (J. 99-104) pour violon et piano-forte (1810)                                                                 |
| 11  | Concerto pour piano no 1 (J. 98) en ut majeur, pour piano et orchestre (1810)                                                          |
| 12  | Momento capriccioso en si majeur (J. 56) pour piano (1808)                                                                             |
| 13  | Cinq Lieder et un canon, J. 91, 96, 52, 72, 97, 35                                                                                     |
| 14  | Cantate « Der erste Ton » (J. 58) pour récitant, chœur (SATB) et orchestre (1808, rev. 1810)                                           |
| 15  | Six Lieder, J. 73, 63, 74, 68, 67, 57                                                                                                  |
| 16  | Récit & Rondo, « Il momento s'avvicina » (J. 93) pour soprano et orchestre (1810)                                                      |
| 17  | non attribué ? |
| 18  | Quatuor avec piano en si majeur, J. 76 (1811)                                                                                          |
| 19  | Symphonie no 1 (J. 50) en ut majeur, pour orchestre (1806-1807)                                                                        |
| 20  | Grand pot-pourri (J. 64), Concerto (Fantaisie) pour violoncelle et orchestre (1808)                                                    |
| 21  | Grande Polonaise en mi majeur (J. 59) pour piano (1808)                                                                                |
| 22  | Neuf Variations sur un air norvégien (J. 61) pour violon et piano (1808)                                                               |
| 23  | Quatre Lieder & deux chœurs, J. 62, 70, 117, 130, 136, 133                                                                             |
| 24  | Sonate pour piano no 1 en do majeur, J. 138 (1812)                                                                                     |
| 25  | Cinq Lieder avec guitare, J. 140, 110, 112, 137, 113                                                                                   |
| 26  | Concertino pour clarinette en mi majeur, J. 109 (1811)                                                                                 |
| 27  | Ouverture, Der Beherrscher der Geister J. 122 (1811)                                                                                   |
| 28  | Variations pour piano sur l'air « À peine au sortir de l'enfance » de l'opéra Joseph de Méhul, J. 141 (1812)                           |
| 29  | Trois Lieder avec guitare, J. 108, 124, 120                                                                                            |
| 30  | Six Lieder, J. 42, 161, 157, 160, 159, 156                                                                                             |
| 31  | Trois duos, J. 107, 123, 125 |
| 32  | Concerto pour piano no 2 (J. 155) en mi majeur, pour piano et orchestre (1812)                                                         |
| 33  | Sept variations sur un thème de l'opéra Silvana (J. 128) pour clarinette et piano (1811)                                               |
| 34  | Quintette pour clarinette et cordes en si majeur, J. 182 (1815)                                                                        |
| 35  | Andante e Rondo ungarese en ut mineur (J. 79) pour alto ou basson et orchestre (1809)                                                  |
| 36  | Hymne, « In seiner Ordnung schafft der Herr » (J. 154) pour soprano, alto, ténor, basse, chœur et orchestre (1812)                     |
| 37  | Musique de scène pour Turandot de Schiller (d'après Gozzi) J. 75, inachevé, ouverture et six numéros (1809)                            |
| 38  | Divertimento assai facile (J.207) pour guitare ou piano-forte (1816)                                                                   |
| 39  | Sonate pour piano no 2 en la majeur, J. 199 (1816)                                                                                     |
| 40  | Neuf Variations pour piano sur l'air russe « Schöne Minka » (J. 179) pour piano (1815)                                                 |
| 41  | Cycle de Lieder, Leyer und Schwerdt J. 174-7 (1814)                                                                                    |
| 42  | Cycle de Lieder, Leyer und Schwerdt (J. 168-73) pour chœur (1814)                                                                      |
| 43  | Lieder « sur des musiques du prince Louis-Ferdinand de Prusse » J. 205 (1816)                                                          |
| 44  | Cantate, Kampf und Sieg (J. 190) pour soprano, alto, ténor, basse, chœur et orchestre (1815)                                           |
| 45  | Concertino (J. 188) pour cor et orchestre (1806 — perdu — revu en 1815)                                                                |
| 46  | Cycle de Lieder, Die Temperamente beim Verluste der Geliebten J. 200-3                                                                 |
| 47  | Six Lieder, J. 197, 198, 189, 192, 196, 166                                                                                            |
| 48  | Grand duo concertant en mi majeur (J. 204) pour clarinette et piano (1815-16)                                                          |
| 49  | Sonate pour piano no 3 en ré mineur, J. 206 (1816)                                                                                     |
| 50  | Scena & Aria, « Misera me ! » (J. 121) pour soprano et orchestre (1811)                                                                |
| 51  | Scena & Aria, « Non paventar mia vita » (J. 181) pour soprano et orchestre (1815)181                                                   |
| 52  | Scena, « Ah, se Edmondo » (J.178) pour l'opéra Hélène de Méhul (1815)                                                                  |
| 53a | Scena & Aria, « Signor, se padre sei » (J. 142) pour ténor, double chœur et orchestre (1812)                                           |
| 53b | « Zwei Kränze zum Annen-Tage » (J. 218) pour quatre voix d'hommes et piano (1817)                                                      |
| 54  | Sept Volkslieder ou Cinq Lieder et deux duos, J. 232, 209, 212, 208, 211, 233, 231                                                     |
| 55  | Variations sur chant tzigane (J. 219) pour piano (1817)                                                                                |
| 56  | Scena & Aria pour Lodoïska de Cherubini, « Was sag ich ? » J. 239 (1818)                                                               |
| 57  | Scena, « Ah, se Edmondo » (J.178) repris de l'op. 52 (1815)                                                                            |
| 58  | Jubel-Kantate (J. 244) pour soprano, alto, ténor, basse, chœur et orchestre (1818)                                                     |
| 59  | Jubel-Ouverture en mi majeur, J. 245 (1818)                                                                                            |
| 60  | Huit Pièces pour piano à quatre mains, J. 236, 242, 248, 253-4, 264-6                                                                  |
| 61  | Chœur Natur und Liebe, J. 241 |
| 62  | Rondo brillant en mi majeur, « La gaieté » (J. 252) pour piano (1819)                                                                  |
| 63  | Trio pour flûte, violoncelle et piano (J. 259) en sol mineur (1819)                                                                    |
| 64  | Huit Volkslieder ou Six Lieder, un duo et un chœur, J. 234, 210, 235, 230, 255, 247, 249, 258                                          |
| 65  | Aufforderung zum Tanz (Invitation à la danse), « Rondo brillant » en ré majeur (J. 260) pour piano (1819)                              |
| 66  | Six Lieder, J. 217, 238, 48, 134, 65, 213                                                                                              |
| 67  | non attribué ? |
| 68  | Six Chœurs, J. 132, 263, 262, 285, 261, 284                                                                                            |
| 69  | non attribué ? |
| 70  | Sonate pour piano no 4 en mi mineur, J. 287 (1819-1822)                                                                                |
| 71  | Six Lieder, J. 256, 243, 267, 28, 229, 105                                                                                             |
| 72  | Polacca brillante en mi majeur, « L'hilarité » (J. 268) pour piano (1819)                                                              |
| 73  | Concerto pour clarinette no 1, J. 114 (1811)                                                                                           |
| 74  | Concerto pour clarinette no 2, J. 118 (1811)                                                                                           |
| 75  | Concerto pour basson en fa majeur, J. 127 (1811, rev. 1822)                                                                            |
| 75a | Missa sancta no 1 en mi majeur, (J. 224) pour soprano, alto, ténor, basse, chœur et orchestre (1817-1818)                              |
| 76  | Missa sancta no 2 en sol majeur, « Jubelmesse » (J. 251) pour soprano, alto, ténor, basse, chœur et orchestre (1818-1819)              |
| 77  | Der Freischütz (J. 277) opéra en trois actes, livret de Johann Friedrich Kind (1817-1821)                                              |
| 78  | Musique de scène pour Preciosa (d'après Cervantes) J. 279, ouverture et 11 numéros (1820)                                              |
| 79  | Konzertstück pour piano et orchestre en fa mineur, J. 282 (1821)                                                                       |
| 80  | Six Lieder, J. 281, 269, 270, 274, 275, 278                                                                                            |
| 81  | Euryanthe (J. 291) opéra en trois actes, livret de Helmina von Chézy (1822-1823)                                                       |

## Catalogue Jähns
| J. (Jähns)     | Description |
| 1-6            | Six Fuguettes, op. 1 pour piano (1798) |
| 7              | Variations sur un thème original, op. 2 pour piano (1800) |
| 8              | Peter Schmoll und seine Nachbarn, op. 8 opéra en deux actes, livret de Joseph Türk (1801-1802) |
| 9-14           | Six petites pièces faciles, op. 3 pour piano à quatre mains (1801) |
| 15-26          | Douze Allemandes, op. 4 pour piano, les no 11 & 12 à quatre mains (1801) |
| 27             | Lied, « Die Kerze » (1802) |
| 28             | Lied, « Umsonst ensagt Ich », op. 71/4 (1802) |
| 29-34          | Six Écossaises pour piano (1802) |
| 35             | Canon à trois voix, « Mädchen, ach meide Männerschmeichelei'n », op. 13/6 (1802) repris par Gustav Mahler (appendice 5 du catalogue) |
| 36             | Chœur à trois voix, « Ein Gärtchen und ein Häuchen drin » (1803) |
| 37             | Grablied à trois voix pour deux ténors, basse et neuf instruments à vent (1803) |
| 38             | Lied, « Entfliehet schnell von mir » (1803) |
| 39             | Arrangement de l'opéra Samori de Georg Joseph Vogler (1803) |
| 40             | Huit Variations sur un air de ballet de Castor et Pollux, op. 5 pour piano (1804) |
| 41             | Lied, « Ich sah die hingesunken » (1804) |
| 42             | Lied, « Wiedersehen », op. 30/1 (1804) |
| 43             | Six Variations en ut majeur sur de l'opéra Samori de Georg Joseph Vogler, op. 6 pour piano avec violon et violoncelle ad. lib. (1804) |
| 44-46          | Rübezahl, opéra inachevé (trois numéros seulement) livret de J.G. Rohde (1804-1805) |
| 47             | Romanza siciliana en sol mineur pour flûte et orchestre (1805) |
| 47a            | Tusch pour vingt trompettes (1806) |
| 48             | Lied, « Ich denke dein » op. 66/3 (1806) |
| 49             | Six Variations en ut majeur sur « A Schüsserl und a Rein'dl' » pour alto et orchestre (1806) |
| 50             | Symphonie no 1 op. 19 en ut majeur, pour orchestre (1806-1807) |
| 51             | Symphonie no 2 en ut majeur, pour orchestre (1807) |
| 52             | Lied, « Liebeszauber » avec guitare et accordéon, op. 13/3 (1807) |
| 53             | Sept Variations sur l'air « Vien quà, Dorina bella », op. 7 pour piano (1807) |
| 54             | Grande ouverture en mi majeur, pour orchestre (1807) |
| 55             | Variations sur un thème original, op. 9 pour piano (1808) |
| 56             | Momento capriccioso en si majeur, op. 12 pour piano (1808) |
| 57             | Lied, « Er an Sie » op. 15/6 (1808) |
| 58             | Cantate « Der erste Ton », op. 14 pour récitant, chœur (SATB) et orchestre (1808, rev. 1810) |
| 59             | Grande Polonaise en mi majeur, op. 21 pour piano (1808) |
| 60             | Lied, « Komisches musikalisches Sendschreiben » (1808) |
| 61             | Neuf Variations sur un air norvégien pour violon et piano (1808) |
| 62             | Lied, « Meine Farben » op. 23/1 (1808) |
| 63             | Lied, « Klage » op. 15/2 (1808) |
| 64             | Grand pot-pourri, op. 20 pour violoncelle et orchestre (1808) |
| 65             | Lied, « Serenade », op. 66/5 (1809) |
| 66             | Lied, « Die Lethe des Lebens » pour basse, chœur et piano (1809= |
| 67             | Lied, « Das Röschen » op. 15/5 (1809) |
| 68             | Lied, « Was zieht zu deinem Zauberkreise » op. 15/4 (1809) |
| 69             | Chorlied (1809) |
| 70             | Lied, Rhapsodie (« Die Blume »), op. 23/2 (1809) |
| 71             | Lied, Romanze (« Die Ruinen ») (1809) |
| 72             | Lied, « Sanftes Licht, weiche nicht » op. 13/4 avec guitare et accordéon (1809) |
| 73             | Lied, « Meine Lieder, meine Sange » op. 15/1 (1809) |
| 74             | Lied, « Der kleine Fritz » op. 15/3 (1809) |
| 75             | Musique de scène pour Turandot de Schiller (d'après Gozzi) op. 37 inachevé, ouverture et six numéros (1809) |
| 76             | Quatuor avec piano en si majeur, op. 18 (1811) |
| 77-78          | Deux pièces pour le pastiche de Joseph Haydn Der Freibrief (1809) |
| 79             | Andante e Rondo ungarese en ut mineur, op. 35 pour basson et orchestre (1809) |
| 80             | Lied, « Trinklied » (1809) |
| 81-6           | Six Pièces, op. 10a pour piano à quatre mains (1809) |
| 87             | Silvana (en), opéra en trois actes, livret de Franz Carl Hiemer (1808-10) |
| 88             | Canzonetta, « Sicchè t'inganni » (1810) |
| 89             | Canon à trois voix, « Die Sonate soll ich spielen » (1810) |
| 90             | Canon à trois voix, « Zwei sind nicht drei » (1810) |
| 91             | Lied, « Die Schäferstunde (Damon und Chloé) » op. 13/1 avec guitare et accordéon (1810) |
| 92             | Lied, « Das neue Lied » (1810) |
| 93             | Récit & Rondo, « Il momento s'avvicina » op. 16 pour soprano et orchestre (1810) |
| 94             | Variations en fa pour violoncelle et orchestre (1810) |
| 95             | Canon à trois voix, « Leck mich im Angesicht » (1810) |
| 96             | Lied, « Wiegenlied » op. 13/2 avec guitare et accordéon (1810) |
| 97             | Lied, « Die Zeit » op. 13/5 avec guitare et accordéon (1810) |
| 98             | Concerto pour piano no 1 op. 11 en ut majeur, pour piano et orchestre (1810) |
| 99-104         | Six sonates progressives, op. 10b pour violon et piano-forte (1810) |
| 105            | Lied, « Des Künstlers Abschied » op. 71/6 avec guitare ou piano-forte (1810) |
| 106            | Singspiel, Abu Hassan, livret de Franz Carl Hiemer (1810-1811) |
| 107            | Duo, « Se il mio ben » op. 31/1 pour deux voix de femmes, clarinette, deux cors et cordes (1811) |
| 108            | Canzonetta, « Ah, dove siete » op. 29/1 avec guitare ou piano-forte (1811) |
| 109            | Concertino pour clarinette en mi majeur, op. 26 (1811) |
| 110-13         | 4 Lieder pour Der arme Minnesinger avec guitare (voir op. 25) (1811) |
| 114            | Concerto pour clarinette no 1, op. 73 (1811) |
| 115            | Adagio & Rondo en fa, pour harmonium et orchestre (1811) |
| 116            | Trauer-Musik pour baryton, chœur et dix instruments à vent (1811) |
| 117            | Lied, « Maienblümlein, so schön » op. 23/3 (1811) |
| 118            | Concerto pour clarinette no 2, op. 74 (1811) |
| 119            | Mélodie en fa pour clarinette, avec accompagnement de piano achevé par Jähns (1811) |
| 120            | Canzonetta, « Ch'io mai vi possa » op. 29/3 avec guitare ou piano-forte (1811) |
| 121            | Scena & Aria, « Misera me ! » op. 50 pour soprano et orchestre (1811) |
| 122            | Ouverture, Der Beherrscher der Geister op. 27 (1811) |
| 123            | Duo, « Mille volte » op. 31/2 pour deux sopranos et piano (1811) |
| 124            | Canzonetta, « Ninfa se liete »" op. 29/2 avec guitare ou piano-forte (1811) |
| 125            | Duo, « Va, ti consola » op. 31/3 pour deux sopranos et piano (1811) |
| 126            | Scena & Aria, « Qual altro attendi » pour ténor, chœur et orchestre (1812) |
| 127            | Concerto pour basson en fa majeur, op. 75a (1811, rev. 1822) |
| 128            | Sept Variations sur un thème de Silvana, op. 33 pour clarinette et piano (1811) |
| 129            | Lied, Romanze (« Wiedersehen ») (1812) |
| 130            | Lied, « Sonett » op. 23/4 (1812) |
| 131            | Chœur, « Lenz erwacht, und Nachtigallen » pour soprano, ténor, basse, chœur et piano (1812) |
| 132            | Chœur, « Das Turnierbankett » op. 68/1 pour deux ténors, basse et chœur d'hommes (1812) |
| 133            | « An eine Freundin » op. 23/6 pour chœur [STTB] et piano (1812) |
| 134            | Lied, « Lebensansicht » op. 66/4 (1812) |
| 135            | Schwäbisches Tanzlied pour chœur [STTBB] et piano (1812) |
| 136            | « Heisse, stille Liebe schwebet » op. 23/5 pour chœur [STTB] et piano (1812) |
| 137            | Lied, « Bettlerlied » op. 25/4 avec guitare ou piano-forte (1812) |
| 138            | Sonate pour piano no 1 en do majeur, op. 24 (1812) |
| 139            | Kriegs-Eid pour chœur d'hommes et orchestre d'harmonie (1812) |
| 140            | Lied, « Liebeglühen » op. 25/1 avec guitare ou piano-forte (1812) |
| 141            | Variations pour piano sur l'air « À peine au sortir de l'enfance » de l'opéra Joseph de Méhul, op. 28 (1812) |
| 142            | Scena & Aria, « Signor, se padre sei » op. 53a pour ténor, double chœur et orchestre (1812) |
| 143-8          | Six Valses favorites pour piano (1812) |
| 149            | Valse pour flûte, 2 clarinettes, 2 cors, trompette et 2 bassons (1812) |
| 150-53         | Vier Lieder du Duc Léopold-Auguste de Gotha, arrangement pour instruments à vent (1812) |
| 154            | Hymne, « In seiner Ordnung schafft der Herr » op. 36 pour soprano, alto, ténor, basse, chœur et orchestre (1812) |
| 155            | Concerto pour piano no 2 op. 32 en mi majeur, pour piano et orchestre (1812) |
| 156            | Lied, « Sind es Schmerzen » op. 30/6 (1813) |
| 157            | Lied, « Unbefangenheit » op. 30/3 (1813) |
| 158            | Andante e Rondo ungarese en ut mineur pour alto et orchestre (révision de J. 79) (1813) |
| 159            | Lied, « Reigen » op. 30/5 (1813) |
| 160            | Lied, « Minnelied » op. 30/4 (1813) |
| 161            | Lied, « Es stürmt auf der Flur » op. 30/2 (1814) |
| 162-3          | Deux arrangements et orchestrations pour le Singspiel Die Verwandlungen de Fischer (1814) 1. « Ein jeder Geck » 2. « Ihr holden Blumen » |
| 164            | Canon à quatre voix, « Zu dem Reich der Töne schweben » (1814) |
| 165            | Lebenslied am Geburtstage pour quatre voix d'hommes et piano (1814) |
| 166            | Lied, « Gebet um die Geliebte » op. 47/6 (1814) |
| 167            | Canon à quatre voix, « Scheiden und leiden uist einerlei » (1814) |
| 168-73         | Cycle de Lieder, Leyer und Schwerdt op. 42 pour chœur (1814) - 2. « Lützows wilde Jagd » - 6. « Schwertlied » - 4. « Männer und Buben » - 5. « Trinklied vor der Schlacht » - 1. « Reiterlied » - 3. « Gebet vor der Schlacht » |
| 174-7          | Cycle de Lieder, Leyer und Schwerdt op. 41 (1814) |
| 178            | Scena, « Ah, se Edmondo » op. 57 pour l'opéra Hélène de Méhul (1815) |
| 179            | Neuf Variations pour piano sur l'air russe « Schöne Minka » op. 40 pour piano (1815) |
| 180            | « Drei Knäbchen lieblich austaffiret », burlesque d'après La Flûte enchantée pour chœur d'hommes (1815) |
| 181            | Scena & Aria, « Non paventar mia vita » op. 51 pour soprano et orchestre (1815) |
| 182            | Quintette pour clarinette et cordes en si majeur, op. 34 (1815) |
| 183-4          | Zwei Lieder pour le Singspiel Der travestierte Aeneas de Fischer (1815) |
| 185            | Deutscher Walzer en ré majeur pour orchestre (rev. of J. 184) (1815) |
| 186-7          | Zwei Lieder pour Lieb und Versöhnen (1815) |
| 188            | Concertino op. 45, pour cor et orchestre (1806 — perdu — revu en 1815) |
| 189            | Ballade, « Was stürmet » op. 47/3 pour baryton et harpe (1815) |
| 190            | Cantate, Kampf und Sieg op. 44 pour soprano, alto, ténor, basse, chœur et orchestre (1815) |
| 191            | Tedesco en ré majeur pour orchestre (1816) |
| 192            | Lied, « Der Jüngling und die Spröde » op. 47/4 (1816) |
| 193            | Canon à trois voix, « Weil Maria Töne hext » (1816) |
| 194            | Arietta pour Das Sternenmädchen in Maidlinger Walde (texte perdu) (1816) |
| 195            | Romance, « Ein König einst gefangen sass » pour chant et guitare (1816) |
| 196            | Lied, « Mein Verlangen » op. 47/5 (1816) |
| 197            | Lied, « Die gefangenen Sänger » op. 47/1 (1816) |
| 198            | Lied, « Die freien Sänger » op. 47/2 (1816) |
| 199            | Sonate pour piano no 2 en la majeur, op. 39 (1816) |
| 200-03         | Lieder Die Temperamente beim Verluste der Geliebten, op. 46 (1816) |
| 204            | Grand duo concertant en mi majeur, op. 48, pour clarinette et piano (1815-16) |
| 205            | Lieder, « sur des musiques du prince Louis-Ferdinand de Prusse » op. 43 (1816) |
| 206            | Sonate pour piano no 3 en ré mineur, op. 49 (1816) |
| 207            | Divertimento assai facile op. 38 pour guitare ou piano-forte (1816) |
| 208            | Duo, « Abschied : O Berlin, ich muss dich lassen » op. 54/4 avec piano (1817) |
| 209            | Duo, « Quodlibet : So geht es in Schnützelputz-Häusel » op. 54/2 avec piano (1817) |
| 210            | Duo, « Mailied : Tra, ri, ro! » op. 64/2 avec piano (1817) |
| 211            | Lied, « Alte Weiber » op. 54/3 (1817) |
| 212            | Lied, « Liebeslied » op. 54/2 (1817) |
| 213            | Lied, « Wunsch und Entsagung » op. 66/6 (1817) |
| 214            | Musique de scène pour König Yngurd d'Adolf Müllner, deux numéros instrumentaux et une chanson (1817) |
| 215-16         | Orchestration de deux numéros pour l'opéra Hélène de Méhul (1817) 1. Récitatif & cavatine, « Von dir entfernt » 2. Récitatif & duo, « Ja, Liebe » |
| 217            | Lied, « Das Veilchen im Thale » op. 66/1 (1817) |
| 218            | « Zwei Kränze zum Annen-Tage » op. 53b pour quatre voix d'hommes et piano (1817) |
| 219            | Variations sur chant tzigane op. 40 pour piano (1817) |
| 220            | Musique de scène pour Donna Diana de Joseph Schreyvogel, six numéros (1817) |
| 221            | Cantate, « L'accoglienza » pour chœur et orchestre (1817) |
| 222            | Lied, « Hold ist der Zyanenkranz » pour chœur (1817) |
| 223            | Romance, « Leise weht es » (1818) |
| 224            | Missa sancta no 1 en mi majeur, op. 75b pour soprano, alto, ténor, basse, chœur et orchestre (1817-1818) |
| 225            | Lied, « Sei gegrüsst, Frau Sonne » (1818) |
| 226            | Motet pour l'Offertoire pour la Missa sancta no 1, « Gloria et honore » pour soprano, chœur et orchestre (1818) |
| 227            | Dance & chant, « En Provence » pour ténor et chœur [d'attribution douteuse ?] (1818) |
| 228            | « Schöne Ahnung ist erglommen » pour quatre voix d'hommes et piano (1818) |
| 229            | Lied, « Lied der Hirtin » op. 71/5 (1818) |
| 230            | Lied, « Gelahrtheit » op. 64/4 (1818) |
| 231            | Lied, « Weine, weine » op. 54/7 (1818) |
| 232            | Lied, « Die fromme Magd » op. 54/1 (1818) |
| 233            | Lied, « Wenn ich ein Vöglein wär » op. 54/6 (1818) |
| 234            | Lied, « Mein Schatzerl ist hübsch » op. 64/1 (1818) |
| 235            | Lied, « Heimlicher Liebe Pein » op. 64/3 (1818) |
| 236            | Moderato, op. 60/1 pour piano à quatre mains (1818) |
| 237            | Musique de scène pour Henri IV, roi de France d'Eduard Gehe, huit numéros instrumentaux (1818) |
| 238            | Lied, « Rosen im Haare » op. 66/2 (1818) |
| 239            | Scena & Aria pour Lodoïska de Cherubini, « Was sag ich ? » op. 56 (1818) |
| 240            | chœur « Heil dir, Sappho » pour trois voix, instruments à vent et percussions (1818) |
| 241            | « Natur und Liebe » op. 61 pour chœur à six voix et piano) (1818) |
| 242            | Allegro, op. 60/2 pour piano à quatre mains (1818) |
| 243            | Lied, « Ein Mädchen ging » op. 71/2 avec guitare ou piano-forte (1818) |
| 244            | Jubel-Kantate op. 58 pour soprano, alto, ténor, basse, chœur et orchestre (1818) |
| 245            | Jubel-Ouverture en mi majeur, op. 59 (1818) |
| 246            | Musique de scène pour Lieb' um Liebe, drame de Anton Rublack, six numéros instrumentaux (1818) |
| 247            | « God Save the King » pour chœur d'hommes (1818) |
| 248            | Adagio, op. 60/3 pour piano à quatre mains (1818) |
| 249            | « Ei, ei, ei, wie scheint der Mond so hell », op. 64/7 pour voix d'hommes et piano (1818) |
| 250            | Offertoire, « In die solemnitatis » pour soprano, chœur et orchestre pour la Missa sancta no 2 (1818) |
| 251            | Missa sancta no 2 en sol majeur, « Jubelmesse », op. 76 pour soprano, alto, ténor, basse, chœur et orchestre (1818-1819) |
| 252            | Rondo brillant en mi majeur, « La gaieté », op. 62 pour piano (1819) |
| 253            | Allegro, tutto ben marcato, op. 60/4 pour piano à quatre mains (1819) |
| 254            | Alla siciliana, op. 60/5 pour piano à quatre mains (1819) |
| 255            | Lied, « Abendsegen » op. 64/5 (1819) |
| 256            | Lied, « Triolett » op. 71/1 (1819) |
| 257            | Lied, « Liebesgruss aus der Ferne » op. 64/6 (1819) |
| 258            | Lied, « Herzchen, mein Schätzchen » op. 64/8 (1819) |
| 259            | Trio pour flûte, violoncelle et piano, op. 63 en sol mineur (1819) |
| 260            | Aufforderung zum Tanz (Invitation à la danse), « Rondo brillant » en ré majeur op. 65 pour piano (1819)orchestré par Hector Berlioz, transposé en ré majeur, sous le titre l'Invitation à la valse en 1841. |
| 261            | Chœur à quatre voix d'hommes, « Gute Nacht » op. 68/5 (1819) |
| 262            | Chœur à quatre voix d'hommes, « Freiheitslied » op. 68/3 (1819) |
| 263            | Chœur à quatre voix d'hommes, « Ermunterung » op. 68/2 (1819) |
| 264            | Tema variato (« Ich hab' mir Eins erwählet »), op. 60/6 pour piano à quatre mains (1819) |
| 265            | Marcia, op. 60/7 pour piano à quatre mains (1819) |
| 266            | Rondo, op. 60/8 pour piano à quatre mains (1819) |
| 267            | Lied, « Das Mädchen an das erste Schneeglöckchen » op. 71/3 (1819) |
| 268            | Polacca brillante en mi majeur, « L'hilarité », op. 72 pour piano (1819) |
| 269            | Lied, « Sehnsucht (Weihnachtslied) » op. 80/2 (1818) |
| 270            | Lied, « Elfenlied » op. 80/3 (1819) |
| 271            | Musique pour une cérémonie, pour chœur et six instruments à vent) (1819) |
| 272            | Double canon à quatre voix (1819) |
| 273            | Agnus Dei pour deux sopranos, alto et instruments à vent (1820) |
| 274            | Lied, « Schmerz » op. 80/4 (1820) |
| 275            | Lied, « An sie » op. 80/5 (1820) |
| 276            | Musique de scène pour Der Leuchtturm, 4 numéros pour harpe (1820) |
| 277            | Der Freischütz op. 77, opéra en trois actes, livret de Johann Friedrich Kind (1817-1821) |
| 278            | Lied, « Der Sänger und der Maler » op. 80/6 (1820) |
| 279            | Musique de scène pour 'Preciosa(d'après Cervantes) op. 78, ouverture et 11 numéros (1820) |
| 280            | Lied pour Le Marchand de Venise, "Sagt, woher" pour voix de femmes et guitare (1821) |
| 281            | Lied, « Lied von Clotilde » op. 80/1 (1821) |
| 282            | Konzertstück pour piano et orchestre, op. 79 en fa mineur (1821) |
| 283            | Cantate, « Du, bekränzt unsre Laren » pour deux sopranos, ténor, basse, chœur, flûte et piano (1821) |
| 284            | Chœur à quatre voix d'hommes, Husarenlied op. 68/6 (1821) |
| 285            | Chœur à quatre voix d'hommes, Schlummerlied op. 68/4 (1822) |
| 286            | Lied, « Das Licht im Thale » (1822) |
| 287            | Sonate pour piano no 4 en mi mineur, op. 70 (1819-1822) |
| 288            | Marcia vivace pour 10 trompettes (1822) |
| 289            | Musique de scène pour Den Sachsensohn vermählet heute, ouverture et cinq numéros pour chœur (1822) |
| 290            | Cantate, « Wo nehm ich Blumen hier » pour chœur à trois voix et piano (1823) |
| 291            | Euryanthe, op. 81, opéra en trois actes, livret de Helmina von Chézy (1822-1823) |
| 292            | Romance, « Elle était simple et gentillette » (1824) |
| 293            | Reiterlied pour quatre voix d'hommes et piano (1825) |
| 294            | Schützenweihe pour quatre voix d'hommes et piano (1825) |
| 295-304        | Ten Scottish Folksongs, arrangement pour flûte, violon, violoncelle et piano (1825) 1. « The soothing shades of gloaming » 2. « The Troubadour » 3. « O poortith cauld » 4. « Bonny Dundee » 5. « Yes, thou may'st walk » 6. « A soldier am I » 7. « John Anderson, my jo' » 8. « O my love's like the red, red rose » 9. « Robin is my joy » 10. « Whar' hae ye been a' day » |
| 305            | Arioso pour l'Olympie de Spontini, « Doch welche Töne » (1825) |
| 306            | Oberon, opéra en trois actes, livret de James Robinson Planché d'après Christoph Martin Wieland (1825-1826) |
| 307            | Marche pour instruments à vent (« Zu den Fluren des heimischen Herdes ») (1826) |
| 308            | Lied, « Gesang der Nurmahal : From Chindara's warbling fount I come », accompagnement pour piano reconstitué par Ignaz Moscheles (1826) |
| Appendice no 1 | Das Waldmädchen, opéra en deux actes, livret de Karl Ritter von Steinsberg (1800) |
| App. 3         | Deo rosa (incomplet) pour quatre voix d'hommes et piano (1820) |
| App. 5         | Die drei Pintos, opéra-comique, livret de Theodor Hell, composé entre 1820 et 1824 mais resté inachevé. L'œuvre sera complétée par Gustav Mahler et créée en 1888. |
| App. 6         | Singspiel, Die Macht der Liebe und des Weins (perdu) (1798) |
| App. 8         | Messe en mi majeur, Grosse Jugendmesse pour soprano, alto, ténor, basse, chœur, orgue et orchestre (1802) |
| App. 67-70     | 4 Leçons de solfège (1818) |
| –              | Divers : - Lied, « Strafpredigt über die französische Musik » (1801) - Canon à trois voix, « An die Hoffnung » avec piano ad. lib. (1802) - Canon, « Wenn du in Armen der Liebe » (1802) - Canon, « Prost Neujahr ! » (1811) - Introduction, thème & variations pour clarinette et piano, retrouvé en 1943 (1811 ?) - Lied, « Vatergruss » (1823)                              |